# 12 ラウンド
『12 ラウンド』（12 Rounds）は、2009年にアメリカで公開されたアクション映画。アメリカのプロレス団体「WWE」が、団体所属レスラーのジョン・シナを主演に製作した。日本では劇場公開されずビデオスルーになった。
WOWOWで放送された際には、『12 ラウンド 復讐のデスマッチ』という副題が付けられた。

## ストーリー
ニューオーリンズ市警に勤務するダニー・フィッシャー刑事は、ある夜大物強盗犯のマイルズ・ジャクソンを逮捕することに成功するが、その時にマイルズの恋人は逃走しようとして車にはねられ死んでしまう。それから1年後、マイルズは恋人を殺された復讐をするために、刑務所を脱獄。しかも、彼によってダニーの妻モリーが誘拐されてしまう。そして彼はダニーに対して「妻を無事返して欲しければ、街中に仕掛けた12のトラップを制限時間内に解除しろ」と脅迫してくるのだった。制限時間を過ぎれば、モリーだけではなく多くの市民が犠牲になってしまう。ダニーはこの12ラウンドに勝利するため奮闘する。

## 登場人物
ダニー・フィッシャー
演 - ジョン・シナ
ニューオーリンズ市警に勤務する刑事。家庭を顧みない面もある。
マイルズ・ジャクソン
演 - エイダン・ギレン
強盗犯。武器商人や殺人などの犯罪も行っている。遠因とはいえエリカの死に関係したダニーを激しく憎む。複雑な犯罪計画を絡めてダニーたちを苦しめる知能犯でもある。
モリー・ポーター
演 - アシュレイ・スコット
ダニーの妻。
ジョージ・エイキン
演 - スティーヴ・ハリス
FBI。マイルズを長年追っている。
ハンク・カーヴァー
演 - ブライアン・J・ホワイト
ダニーの相棒。ダニーとモリーの仲を彼なりに見守っている。
レイ・サンティアゴ
演 - ゴンザロ・メネンデス
刑事。
エリカ・ケッセン
演 - テイラー・コール
マイルズの恋人。マイルズの犯罪の協力者でもある。事件の逃走中に交通事故に遭い、死亡する。

## キャスト
| 役名                 | 俳優                    | 日本語吹替 |
| -------------------- | ----------------------- | ---------- |
| ダニー・フィッシャー | ジョン・シナ            | 楠大典     |
| マイルズ・ジャクソン | エイダン・ギレン        | 大塚芳忠   |
| モリー・ポーター     | アシュレイ・スコット    | 甲斐田裕子 |
| ジョージ・エイキン   | スティーヴ・ハリス      | 木村雅史   |
| ハンク・カーヴァー   | ブライアン・J・ホワイト | 竹田雅則   |
| レイ・サンティアゴ   | ゴンザロ・メネンデス    | 藤真秀     |
| エリカ・ケッセン     | テイラー・コール        |            |

- その他声の出演︰ 竹田雅則、田中晶子、高瀬右光、小松史法、辻親八、楠見尚己、白熊寛嗣、斉藤次郎、丸山壮史、ふくまつ進紗、東條加那子、田坂浩樹、榊原奈緒子、青木強、深津智義、林香織、永木貴依子
- 日本語版制作スタッフ

演出：高橋剛、翻訳：河野雅昭、調整：佐藤隆一、制作：ビデオテック